# Teardown
Teardown is een first-person sandbox-spel dat plaatsvindt in een wereld opgebouwd uit voxels. Het spel wordt ontwikkeld door Tuxedo Labs, de studio van Dennis Gustafsson. Op 29 oktober 2020 werd het spel uitgebracht in Early Access.

## Gameplay
De naam Teardown verwijst naar de mogelijkheid die spelers hebben om de omgeving af te breken, aangezien de wereld is opgebouwd uit voxels. Dit systeem is vergelijkbaar met Minecraft, alleen is de voxelresolutie in Teardown ordes groter en kan de speler geen grondstoffen inwinnen. In het spel moet de speler de omgeving aanpassen om een missie te kunnen voltooien. Een van de missies is om een serie keycards te verzamelen binnen een bepaalde tijdslimiet.

## Ontwikkeling
De productie van Teardown begon in 2018; aanvankelijk door alleen Dennis Gustafsson. In 2020 werd het spel uitgebracht in Early Access op Steam. Naar verwachting zal het spel in 2021 klaar zijn.